# Illinois State Route 21
Die Illinois State Route 21 (kurz IL 21) ist eine State Route im US-Bundesstaat Illinois, die in Nord-Süd-Richtung verläuft.
Die State Route beginnt an der Illinois State Route 43 in Niles und endet nach 45 Kilometern nördlich von Gurnee am U.S. Highway 41.

## Verlauf
Nach der Abzweigung von der State Route 43 in Niles verläuft die IL 21 in nordwestlicher Richtung und trifft noch innerhalb der Stadt auf den U.S. Highway 14 sowie kurz darauf auf die Illinois State Route 58. Nahe Northfield Woods passiert sie die Interstate 294 und zwischen dem Chicago Executive Airport und dem Vernon Township nutzt die Straße die Trasse des U.S. Highways 45. Auf diesem Abschnitt trifft sie in Wheeling auf die Illinois State Route 68 sowie in Lincolnshire auf die State Route 22.
Auf dem Stadtgebiet von Vernon Hills kreuzt die IL 21 die Illinois State Route 60 sowie in Libertyville auf die IL 176. Im Norden der Stadt trifft sie auf die Illinois State Route 137. Nördlich des Kreuzes mit der State Route 120 in Sherman Corners trifft die IL 21 auf die Interstate 94. Im Nordwesten von Gurnee endet sie nach einem Kreuz mit der Illinois State Route 132 nach 45 Kilometern am U.S. Highway 41.